# Marian Turzański
Marian Tadeusz Turzański – polski matematyk, dr hab. nauk matematycznych profesor nadzwyczajny Instytutu Matematyki Szkoły Nauk Ścisłych Wydziału Matematycznego i Przyrodniczego Uniwersytetu Kardynała Stefana Wyszyńskiego i Katedry Zastosowania Metod Ilościowych Wydziału Zamiejscowego w Chorzowie Wyższej Szkoły Bankowej w Poznaniu.

## Życiorys
Obronił pracę doktorską, 22 czerwca 1998 habilitował się na podstawie pracy zatytułowanej Cantor cubes: chain conditions. Otrzymał nominację profesorską. Został zatrudniony na stanowisku profesora w Katedrze Matematyki Szkoły Nauk Ścisłych na Wydziale Matematycznym i Przyrodniczym Uniwersytetu Kardynała Stefana Wyszyńskiego.
Objął funkcję profesora nadzwyczajnego w Katedrze Zastosowania Metod Ilościowych na Wydziale Zamiejscowym w Chorzowie Wyższej Szkoły Bankowej w Poznaniu, oraz w Instytucie Matematyki Szkoły Nauk Ścisłych na Wydziale Matematycznym i Przyrodniczego Uniwersytetu Kardynała Stefana Wyszyńskiego.
Był kierownikiem w Katedrze Podstaw Matematyki, prodziekanem, a także dziekanem (p.o.) Szkoły Nauk Ścisłych na Wydziale Matematycznym i Przyrodniczym Uniwersytetu Kardynała Stefana Wyszyńskiego.